# Messprinzip

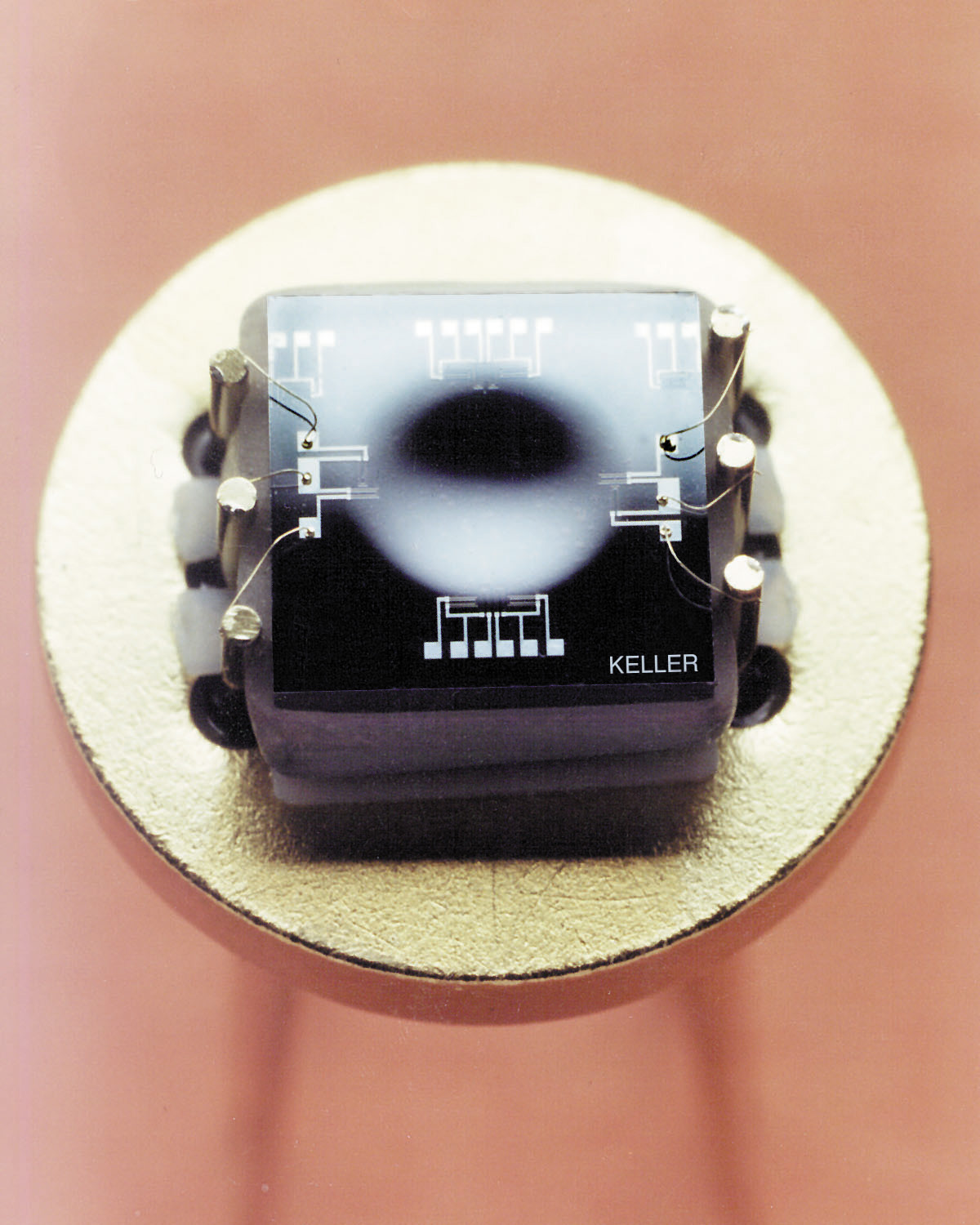
Silizium-Drucksensor mit eindiffundierten Widerständen

Das Messprinzip ist die physikalische Grundlage einer Messung. Diese Bezeichnung wird in der Norm DIN 1319 definiert, die die wesentlichen Begriffe in der Messtechnik festlegt.
Die Länge ist eine der wenigen physikalischen Größen, die zumindest im Millimeter- bis Meterbereich durch das Anlegen eines Maßstabes einer Messung zugänglich ist. Mittels Messschieber, Lineal oder Maßband ist der jeweilige Messwert ablesbar. Für weitere Größen hat der Mensch ein eingeschränkt quantitatives Empfinden entwickelt, beispielsweise für Zeit („etwa fünf Sekunden“), Temperatur („lauwarm“) und Masse („mehr als zwei Kilogramm“). Die meisten physikalischen Größen kann er mit seinen Sinnen gar nicht erkennen. Deshalb werden Messeinrichtungen entwickelt, die eine Messgröße in die leicht ablesbare Größe einer Länge oder eines Winkel oder in die leicht verarbeitbare Größe einer elektrischen Spannung etc. umformen.
„Das Messprinzip erlaubt es, anstelle der Messgröße eine andere Größe zu messen, um aus ihrem Wert eindeutig den der Messgröße zu ermitteln. Es beruht auf einer immer wieder herstellbaren physikalischen Erscheinung (Phänomen, Effekt) mit bekannter Gesetzmäßigkeit zwischen der Messgröße und der anderen Größe“.
Die praktische Anwendung des Messprinzips führt auf ein Messverfahren und in seiner konkreten Ausführung auf eine Messeinrichtung. Darin wird die Messgröße in ein erfassbares Messsignal überführt. Z. B. Temperatur-, Druck- oder Kraftmessungen werden auf einfache Längenmessungen übertragen; die Länge wird unmittelbar an einer Skale abgelesen. Andere physikalische Größen werden auf einen elektrischen Widerstand, eine Zeit, eine Anzahl von Spannungsimpulsen etc. abgebildet. Je nach Erfordernis werden mehrere Messprinzipien nacheinander angewendet.
Bei der Wahl des Messprinzips wird meistens Linearität zwischen der zu messenden Größe (Eingangsgröße) und der tatsächlich messbaren Größe (Ausgangsgröße) angestrebt. Dann lässt sich der Zusammenhang durch eine konstante Empfindlichkeit angeben.
Beispiel 1Bei der Temperaturmessung wird in einem Flüssigkeits-Glasthermometer die unterschiedliche thermische Ausdehnung von Flüssigkeit und Glasgefäß ausgenutzt, mit steigender Temperatur drängt die Flüssigkeit in die mit dem Gefäß verbundene Glaskapillare, und der Flüssigkeitsfaden wird länger; Temperaturänderung → Volumenänderung → Längenänderung. Dann wird die aktuelle Länge der Flüssigkeitssäule gemessen. Die mit dem Kapillarrohr verbundene Skale wird dafür in Werten zu einer Temperatur-Maßeinheit beschriftet, so dass kein Längen-, sondern direkt der Temperatur-Messwert abgelesen wird.
Beispiel 2Noch mehr Messprinzipien werden in einer Messkette zur Druckmessung mit Silizium-Drucksensor verwendet:
Druck
→ Elastische Verformung der Siliziummembran mit Dehnung/Stauchung der eindiffundierten Widerstände
→ positive/negative Widerstandsänderungen
→ Verstimmung einer Wheatstone-Brücke mit Erzeugung einer Brücken-Querspannung
→ Weiterverarbeitung zu standardisierter Signalübertragung (Fernmessung, Automatisierung) – oder
→ Zeigerausschlag (Winkel) an einem Spannungsmessgerät, das in Zusammenhang mit geeigneter Signalaufbereitung mit Werten zu einer Druck-Maßeinheit auf der Skale beschriftet sein kann, so dass der Druck unmittelbar ablesbar ist.